# Gerhard Schmidt (Fußballspieler, 1972)
Gerhard Schmidt (* 16. November 1972) ist ein ehemaliger deutscher Fußballspieler.

## Karriere
Schmidt spielte in seiner deutschen Heimat für den FC Starnberg. 1995 wechselte er zum Erstligisten TSV 1860 München. Von 1996 bis 1997 war er beim japanischen Brummell Sendai unter Vertrag.